# Damsholte Sogn
Damsholte Sogn ist eine Kirchspielsgemeinde (dän.: Sogn) auf der Insel Møn im südlichen Dänemark. Bis 1970 gehörte sie zur Harde Mønbo Herred im damaligen Præstø Amt, danach zur Møn Kommune im Storstrøms Amt, die im Zuge der Kommunalreform zum 1. Januar 2007 in der Vordingborg Kommune in der Region Sjælland aufgegangen ist.

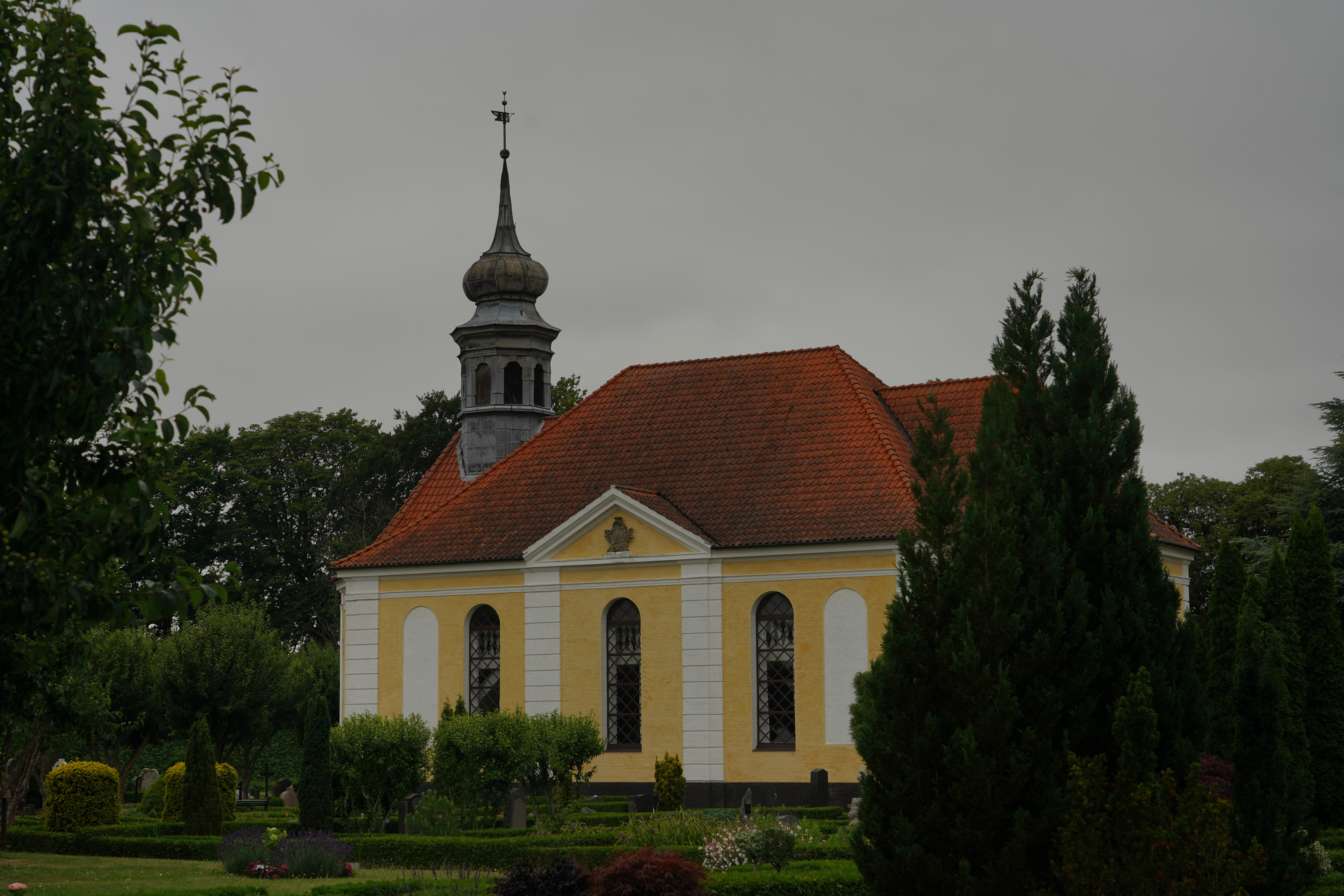
Damsholte Kirke

Im Kirchspiel leben 885 Einwohner (Stand: 1. Januar 2025). Im Kirchspiel liegt die Kirche „Damsholte Kirke“.
Nachbargemeinden sind im Südwesten Fanefjord Sogn und im Osten Stege Sogn.

## Söhne und Töchter
- Friedrich Ludwig von Moltke (1745–1824), Adeliger und Domdechant